# عبد الحميد الهلالي (سياسي عراقي)
الدكتور عبد الحميد الهلالي هو أديب وسياسي عراقي، عمل نائبا عن البصرة في العهد الملكي، ثم شغل منصب وزير الاقتصاد الوطني عام 1965.
كان أخوه الكاتب والمؤرخ عبد الرزاق الهلالي الذي شغل أيضا لعدة أعوام منصبا في تشريفات القصر في العهد الملكي في العراق.
درس في المانيا في ثلاثينات القرن الماضي مع مجموعة من الشباب العراقيين الذين أرسلتهم الدولة للدراسة في مختلف الإختصاصات ومنهم علي الصافي وعبد الكريم كنونه وجابر عمر  ومحمود كنونه وإبراهيم احمد ثم انتقلوا إلى سويسرا بسبب الحرب العالمية الثانية لإكمال الدراسة وعادوا جميعاً إلى العراق. وكان المرحوم الهلالي يكنى ابو المهلب.

## مجلسه
كان للدكتور عبد الحميد الهلالي منتدى أدبيا يعقده في داره في الأعظمية في الساعة الثانية من كل يوم جمعة، يحضره سياسيون وأدباء مثل الدكتور علي الصافي ورجب عبد المجيد وناجي طالب وعبد الرزاق محيي الدين والدكتور باقر الدجيلي والدكتور حميد مجيد هدو والأستاذ حسين شعبان والأستاذ طارق الخالصي والأستاذ حميد المطيعي وغيرهم.